# História dos judeus na Bélgica
A história dos judeus na Bélgica remonta ao século I d.C. e se estende até hoje. A comunidade judaica somava 66 000 membros na véspera da Segunda Guerra Mundial, mas após a guerra e o Holocausto, este número caiu para menos da metade.

## História

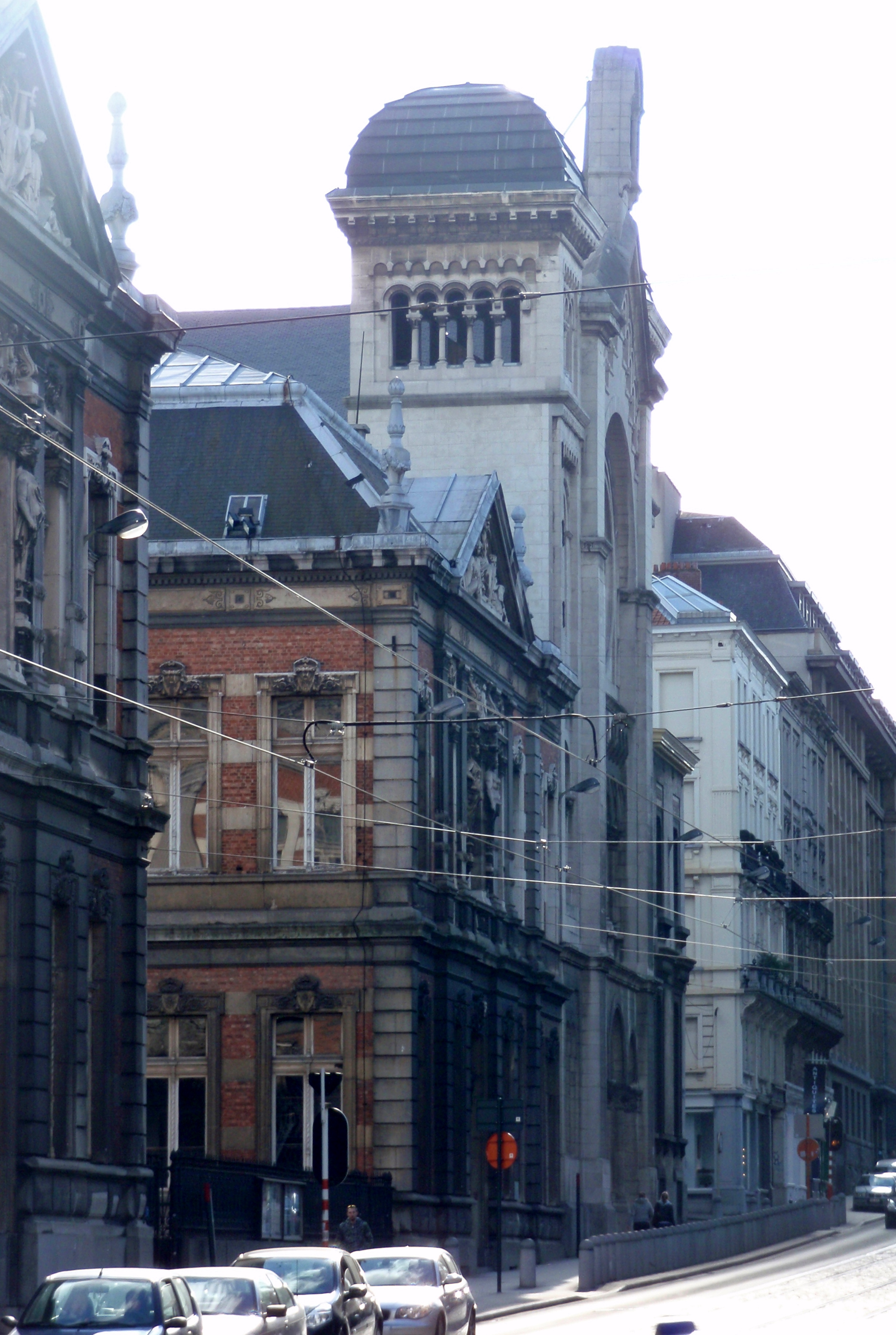
Grande Sinagoga, Bruxelas

Os primeiros judeus a chegarem ao atual território da Bélgica chegaram com os romanos entre os anos 50 e 60 d.C. Os judeus foram mencionados na Idade Média em Brabante.
No século XVI, muitos judeus sefarditas que haviam sido expulsos da Espanha e de Portugal se estabeleceram na Bélgica e nos Países Baixos. Além disso, muitos Marranos (cripto-judeus que praticavam o cristianismo) se estabeleceram na Antuérpia no fim do século XV.